# Lemonia taraxaci
Lemonia taraxaci är en fjärilsart som beskrevs av Michael Denis och Ignaz Schiffermüller, 1775. Lemonia taraxaci ingår i släktet Lemonia och familjen fältspinnare, Brahmaeidae. En underart finns listad i Catalogue of Life, Lemonia taraxaci strigata Rebel, 1910

## Bildgalleri

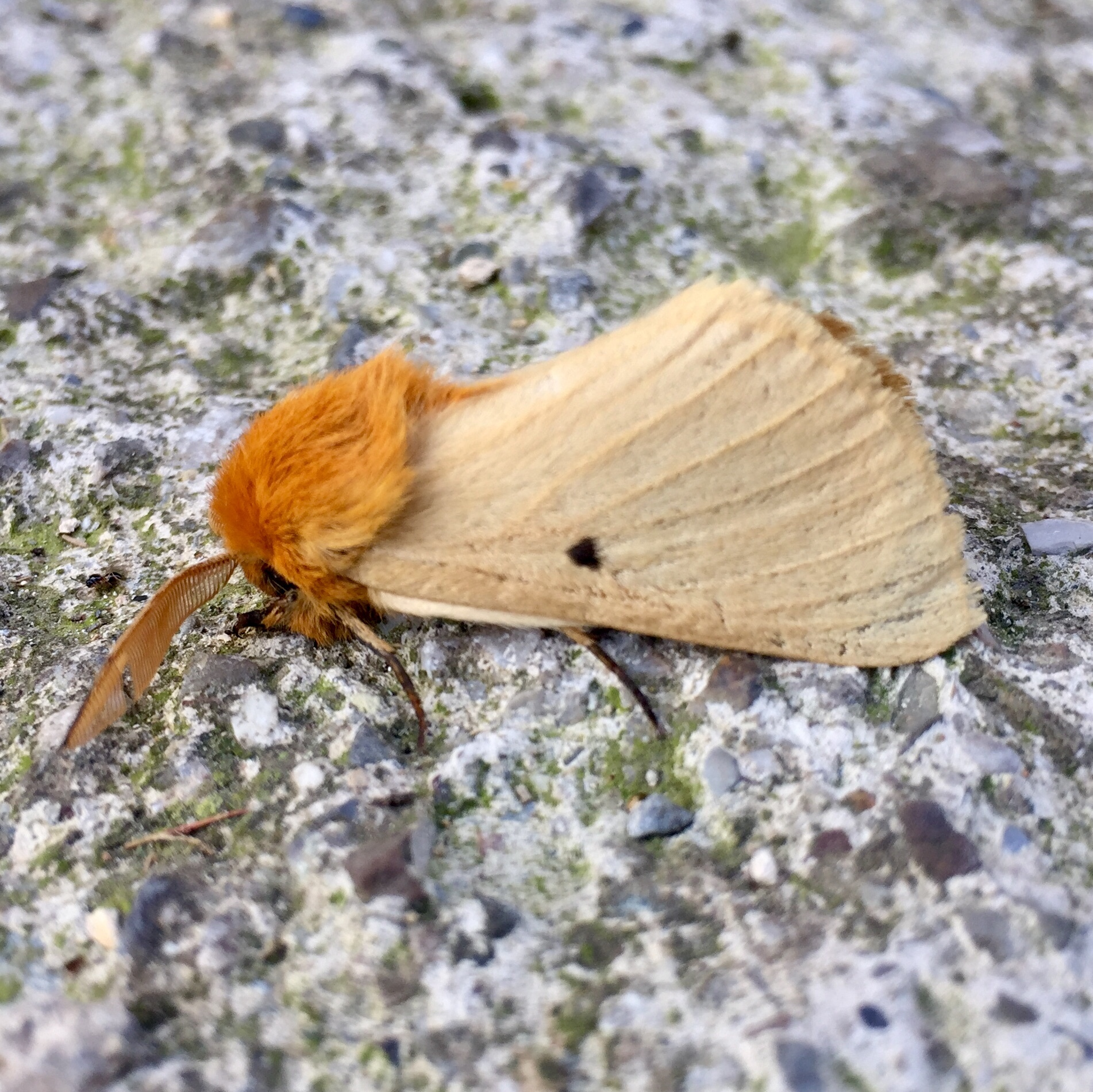
Imago fjäril
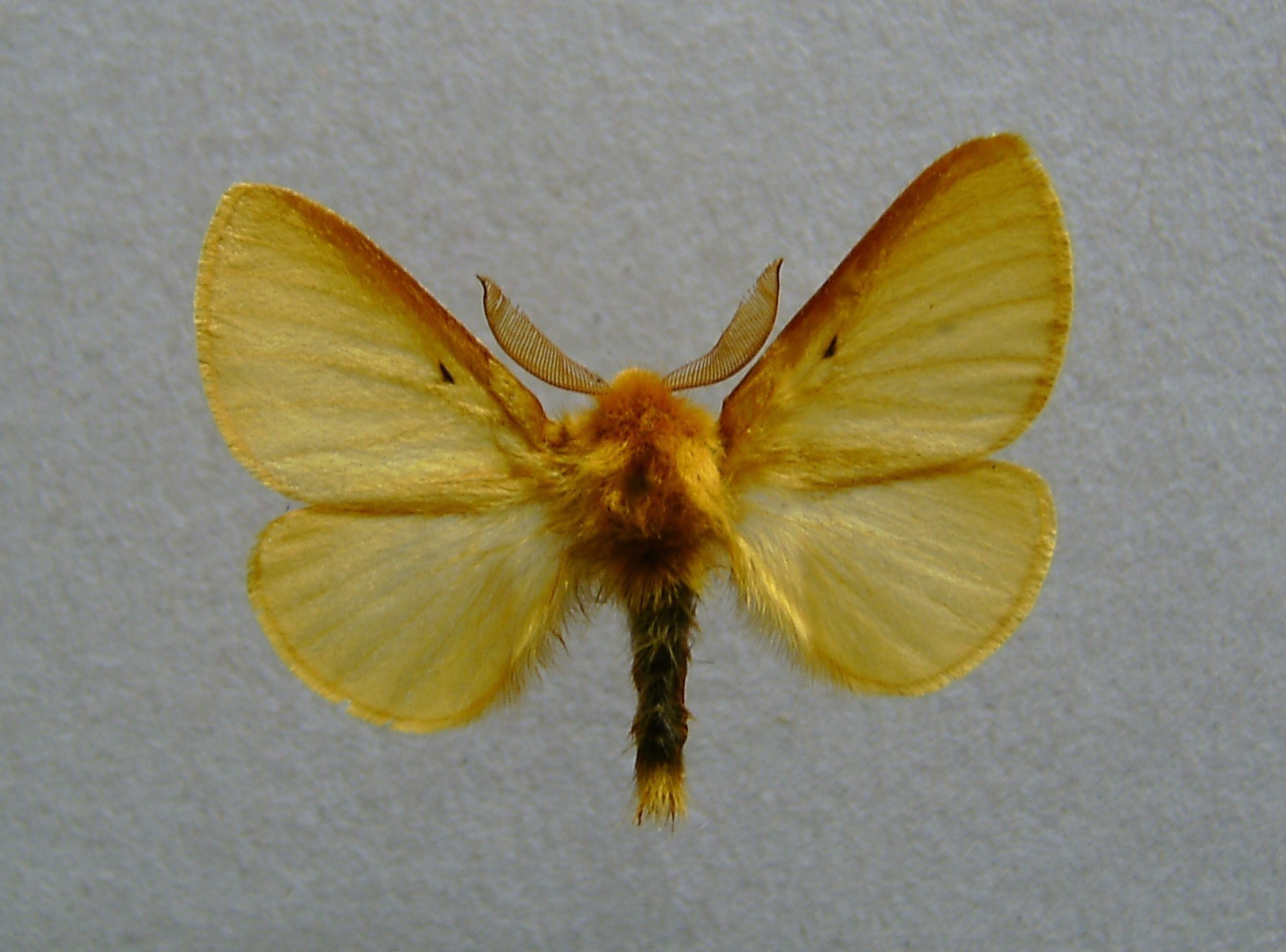
Preparerad (uppnålad) imago fjäril